# Distretto di Yuyang
Il distretto di Yuyang (榆阳区S, Yúyáng QūP) è un distretto della Cina, situato nella provincia dello Shaanxi e amministrato dalla prefettura di Yulin.